# Orbea Continental
A Euskadi (código UCI: EUK), foi um equipa ciclista profissional espanhol de categoria Continental. A formação tem a sua origem na extinta equipa amadora Orbea-Olarra, que foi reconvertida como profissional na categoria Continental entre 2005 e 2014.
A empresa Orbea, fabricante de bicicletas que já tinha patrocinado uma equipa profissional na década de 1980 (então de primeiro nível e com Pedro Delgado como chefe de fileiras), foi o patrocinador principal da equipa do 2005 até 2012 sendo a partir de 2013 diferentes empresas, maioritariamente públicas, que financiam a equipa através da Fundação Euskadi.
Desde 2007 até 2013 estava totalmente integrado na estrutura da equipa Euskaltel-Euskadi (de categoria UCI Pro Team) como equipa filial, ainda que sua relação com a gestora da Fundação Euskadi remonta-se a seus tempos no campo aficionado, quando já exercia como viveiro das jovens promessas do ciclismo amador basco-navarro.
Depois de ter completado as suas cinco primeiras temporadas no campo profissional tinham dado o salto à primeira equipa 13 corredores (sendo 11 dos 24 ciclistas do Euskaltel-Euskadi de 2010 procedentes da filial, incluindo homens como o campeão do mundo sub'23 Romain Sicard).

## História da equipa

### Ciclismo aficionado (1987-2004)

#### Patrocinadores e denominações
Miguel Madariaga, que até então tinha dirigido ou colaborado com diversas equipas ciclistas do campo aficionado, fundou em 1987 uma nova esquadra amador. O nome da equipa foi variando em função do patrocinador.
O novo projecto chamou-se inicialmente Beyena, ao ser seu patrocinador a empresa leiteira biscaína, que tinha a sua fábrica no Monte Cobetas. Posteriormente passou a denominar-se AVSA, pela seguradora do mesmo nome, e mais tarde Café Fortaleza.
A equipa esteve durante muitos anos patrocinado por Aços Olarra, pelo que Olarra figurou no maillot durante um longo período de tempo. Durante várias dessas temporadas teve como copatrocinador a Supermercados Ercoreca, competindo assim baixo o nome Olarra-Ercoreca até 2002.
O fabricante de bicicletas Orbea chegou em 2003, inicialmente como copatrocinador (Olarra-Orbea). No entanto, com a saída de Aços Olarra converteu-se no patrocinador principal do projecto, que passou a se chamar Orbea para a temporada 2004.

#### Primeiros anos
Entre os ciclistas que passaram pela formação biscaína em seus primeiros anos figuram Abraham Olano e Roberto Laiseka; ambos chegaram a coincidir durante a temporada de 1991, quando a equipa se chamava AVSA. Olano chegou à equipa em 1992 depois de renunciar ao potente Kaiku, já que desejava ter maior liberdade em carreira. Laiseka, por sua vez, foi uma aposta pessoal de Miguel Madariaga, que lhe sacou assim do seu trabalho na construção dos túneis de Malmasín.

#### Filial de facto da Fundação Euskadi
Ao passo do Tour de France de 1992 por Lourdes, José Alberto Pradera (deputado geral de Biscaia) propôs a Miguel Madariaga a criação de uma nova equipa ciclista profissional vasca. Ambos deram forma ao projecto ao longo de 1993, com a criação da Fundação Ciclista Euskadi, que sacou a sua primeira equipa profissional em 1994, baixo o nome Euskadi. Madariaga passou a ser presidente da Fundação e director geral da equipa profissional.
Com a criação da Fundação Euskadi e a sua equipa profissional, a estrutura amadora criada por Madariaga passou a converter-se em seu filial de facto. Assim, a maioria dos corredores que estrearam no profissionalismo durante os seguintes anos com a Euskadi (desde setembro de 1997, Euskaltel-Euskadi) tinham corrido previamente como aficionados na equipa Olarra.
Entre os ciclistas que passaram pela equipa durante esta temporada destacariam homens como Igor Antón, Samuel Sánchez, Haimar Zubeldia, Amets Txurruka ou Rubén Pérez.
Equipas de similares características, e com os que desenvolvia uma forte competição, eram o Iberdrola (que fazia a função de filial amador da ONZE, e pelo que passaram ciclistas como Alberto Contador e Joaquim Rodríguez) e o Reynolds (que fazia o próprio para o Banesto). Outras equipas destacadas do campo aficionado durante esses anos eram o Cafés Baqué (com Iam Mayo) ou o Caja Rural.

### Ciclismo profissional (desde 2005)
A Fundação Euskadi, graças ao apoio da Orbea, impulsionou o salto ao profissionalismo da equipa para a temporada de 2005. Esta decisão produziu-se num momento de reestruturação do ciclismo profissional como consequência da criação do UCI Pro Tour, uma união com as melhores equipas e carreiras no que foi integrado a primeira equipa da Fundação Euskadi, a Euskaltel-Euskadi.
Nesta nova situação, criavam-se uns Circuitos Continentais UCI, integrados pelas carreiras não Pro Tour, nos que correriam aquelas equipas profissionais que não fossem UCI Pro Team (participantes no UCI Pro Tour). Estas equipas dividiam-se em equipas Profissionais Continentais (de maior nível e orçamento já que podem participar em carreiras Pro Tour mediante convite, ainda que sem chegar a ser Pro Tour, como o Comunitat Valenciana e o Relax) e em Continentais (de menor nível e orçamento, podendo participar em carreiras amador se a federação nacional o permite).
A nova equipa profissional Orbea seria de categoria Continental, e serviria como viveiro do Euskaltel-Euskadi.

#### O biénio Odriozola
O ex ciclista Jon Odriozola (recém retirado depois de uma longa trajectória na Banesto) foi o eleito para desempenhar o papel de director desportivo da equipa em seu salto ao profissionalismo. A equipa, pese a actuar como filial do Euskaltel-Euskadi, mal recebia contraprestações por isso.

##### 2005
O primeiro modelo esteve formada maioritariamente por jovens amadors bascos; no entanto, também teve espaço para ciclistas de toda Espanha: o madrileno Jesús Do Nero, o galego Gustavo Domínguez, o canário Dailos Díaz, o alicantino Aarón Villegas... encontraram acomodo em Orbea, como também fez o ex Euskaltel Gorka Arrizabalaga, sem lugar na equipa ProTeam basca e considerado ideal para contribuir experiência e tranquilidade aos jovens da equipa, e inclusive resultados.
Finalmente, a temporada do estreia em categoria continental teve saldo positivo: a equipa cumpriu seu cometido, promovendo a Rubén Pérez e Beñat Albizuri a Euskaltel e descobrindo a Jesús Del Nero como um excelente todo terreno para o grande público; foi precisamente o madrileno o que deu a primeira vitória da sua história à equipa (à posteriori a única do ano), com a sexta etapa do Tour de l'Avenir. Daí em adiante, algum posto solto de Gustavo Domínguez e Vidal Celis, mas pouco mais.

##### 2006
Ao ano seguinte, a equipa optou por uma linha continuista; os seus ciclistas mais destacados partiram para outros destinos: os já mencionados Pérez e Albizuri ficaram em Euskaltel, Jesús Del Nero saltava ao frustrado 3 Molinos Resort (equipa que depois de umas mudanças na sua estrutura durou menos de um ano) e Gorka Arrizabalaga se retirava do ciclismo profissional. Para reforçar a equipa, chegava à equipa um jovem com experiência profissional, o segoviano Iván Melero. Ademais, incorporavam-se em qualidade de neoprofesionales quatro ciclistas: o muito jovem americano Brad Armstrong e os rodadores Iván Velasco, Josu Agirre e Íñigo Lazkano.
2006 foi um ano bom. Além do trabalho de formação lógico numa equipa como Orbea, que propiciou o passo à prova com Euskaltel de Iván Velasco e Alan Pérez, chegaram vários sucessos e actuações destacadas para a equipa: Josu Agirre fazia uma excelente Volta à Comunidade de Madri e estreava a sua palmarés profissional com uma vitória na crono do primeiro dia; Vidal Celis demonstrava a sua qualidade como sprinter e se anotava a última etapa do Circuito Montanhês, uma excelente atitude e aptidão geral na Volta a Extremadura e o Tour de l'Avenir e, em junho, a jóia da coroa: na terceira etapa da Euskal Bizikleta, Aarón Villegas levava a cabo com sucesso uma fuga antológica, quase desde o princípio da etapa; e com a permissão de um generoso Koldo Gil, dava ao Orbea a sua vitória mais importante do ano e quase portanto da sua história: em casa e fundamentada na coragem.

#### Integração total na Fundação Euskadi
No inverno de 2006, a equipa sofreu uma tremenda mudança na parte institucional: passou a fazer parte oficialmente da Fundação Euskadi (gestora da equipa Euskaltel-Euskadi, de categoria UCI Pro Team), com o que se garantiu o seu futuro económico e desportivo.
O organigrama técnico também sofreu uma mudança notória, após que no final da temporada de 2006 o secretário técnico do Euskaltel-Euskadi, Igor González de Galdeano, decidisse não renovar a Julián Gorospe (no cargo desde 1998) como director desportivo da conjunto laranja. O até então director do Orbea, Jon Odriozola, passou a dirigir à primeira equipa, o Euskaltel-Euskadi (UCI Pro Team), enquanto Álvaro González de Galdeano, irmão de Igor, converteu-se no novo director desportivo da Orbea.
O plano desportivo também se viu influenciado pela nova situação da equipa: os ciclistas de maior idade ou de menor rendimento saíram da equipa e entraram vários neoprofessionais, em maior medida sub 23. Tambẽm saíram aqueles corredores que não cumpriam com o "requisito" de poder ser contratados pela Euskaltel-Euskadi: originários ou ter feito parte de alguma equipa de categorias inferiores do País Basco ou Navarra. Ainda que esta mudança não foi repentina mas progressiva, respeitando o contrato dos corredores.

##### 2007
As mudanças experimentadas pela equipa deixaram-se notar no desenho do seu plantel para 2007. Enquanto Alan Pérez e Iván Velasco promoveram ao Euskaltel-Euskadi, dando assim o salto ao Pro Tour, outros ciclistas ficaram fora da estrutura da Fundação Euskadi. Assim, Dailos Díaz (ao Fuerteventura), Gustavo Domínguez (ao Karpin Galiza) e Gorka Amuriza (ao Grupo Nicolás Mateos) passaram a equipas de categoria Profissional Continental, enquanto Vidal Celis não teve sorte e não conseguiu encontrar equipa até 2008 (Barbot-Siper). Todas essas baixas eram de corredores com mais de 25 anos.
A equipa teve também cinco altas em forma de neoprofessionais sub'23 procedentes do campo amador, facto que afundou no rejuvenecimento do modelo com respeito à da temporada anterior. Esses neoprofessionais eram o destacado Francisco Javier Aramendia (Caja Rural), o escalador Asier Fernández (Azysa), o prometedor David Martín Velasco (Seguros Bilbao) e o escalador Igor Romero (Debabarrena). O quinto homem devia ser Julen Goikoetxea (Alfus-Tedes), assinalado como a grande promessa do ciclismo basco; no entanto, Goikoetxea caiu numa grande depressão no inverno por seu alto nível de autoexigência tanto no ciclismo como nos estudos, que culminou tragicamente em suicídio. Este trágico acontecimento fez que Roberto Barrientos (Caja Rural) fosse finalmente o quinto neoprofessional da equipa.
Também se contratou ao experimentado Juan José Oroz, quem pese a ser algo maior, nesses momentos 26 anos, tinha chegado ao Orbea procedente da desaparecida equipa Profissional Continental do Kaiku. Oroz em junho deu o salto ao Euskaltel-Euskadi, devido às baixas da conjunto laranja.

##### 2008

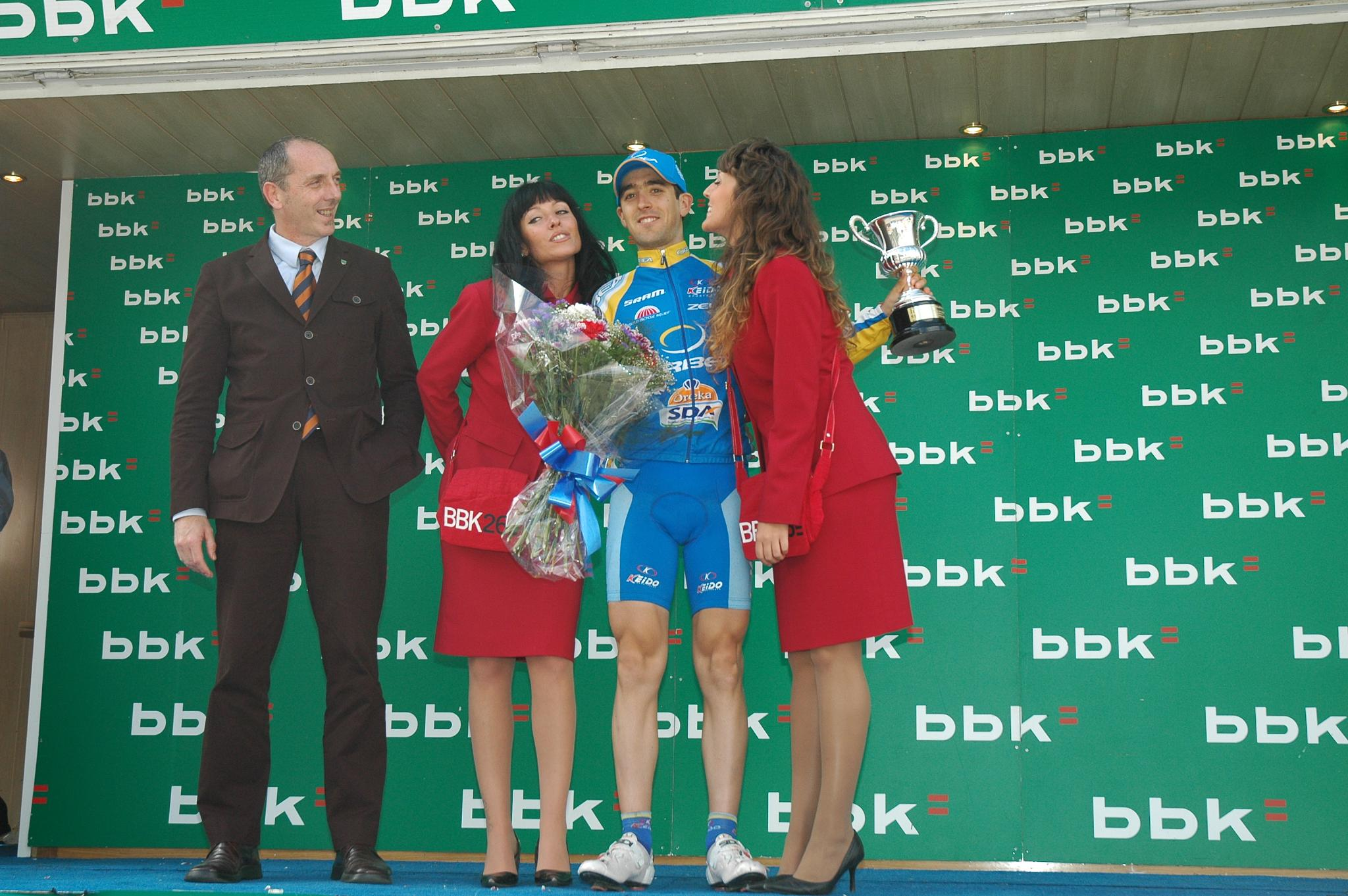
Mikel Nieve recolhendo o prêmio ao melhor neoprofesional da Euskal Bizikleta 2008

A equipa esteve formada por 14 corredores destacando a inclusão de Eladio Sánchez (um corredor que já tinha militado em equipas UCI Pro Team como o Liberty Seguros e o Astana) e de duas das grandes promessas do ciclismo basco como Jonathan Castroviejo (proveniente de uma equipa não convinda como a Seguros Bilbao) e Mikel Nieve.
Mikel Nieve foi 19º na Euskal Bizikleta, finalizando bem como o melhor ciclista do Orbea (e também como o melhor neoprofessional) numa carreira do Circuito Continental na que participaram várias equipas UCI Pro Team e Profissionais Continentais. Nieve voltou a ser o melhor classificado da equipa em outra carreira basca de similares características de participação, a Subida a Urkiola, ao terminar 12º.
Em meados da temporada Miguel Madariaga anunciou que Mikel Nieve subiria ao finalizar a temporada à primeira equipa, a Euskaltel-Euskadi, depois da boa temporada realizada.
No final de maio foi destacável a vitória na contrarrelógio por equipas obtida na 1ª etapa da Volta a Navarra sacando mais de 20 segundos ao resto de concurrentes.

##### 2009

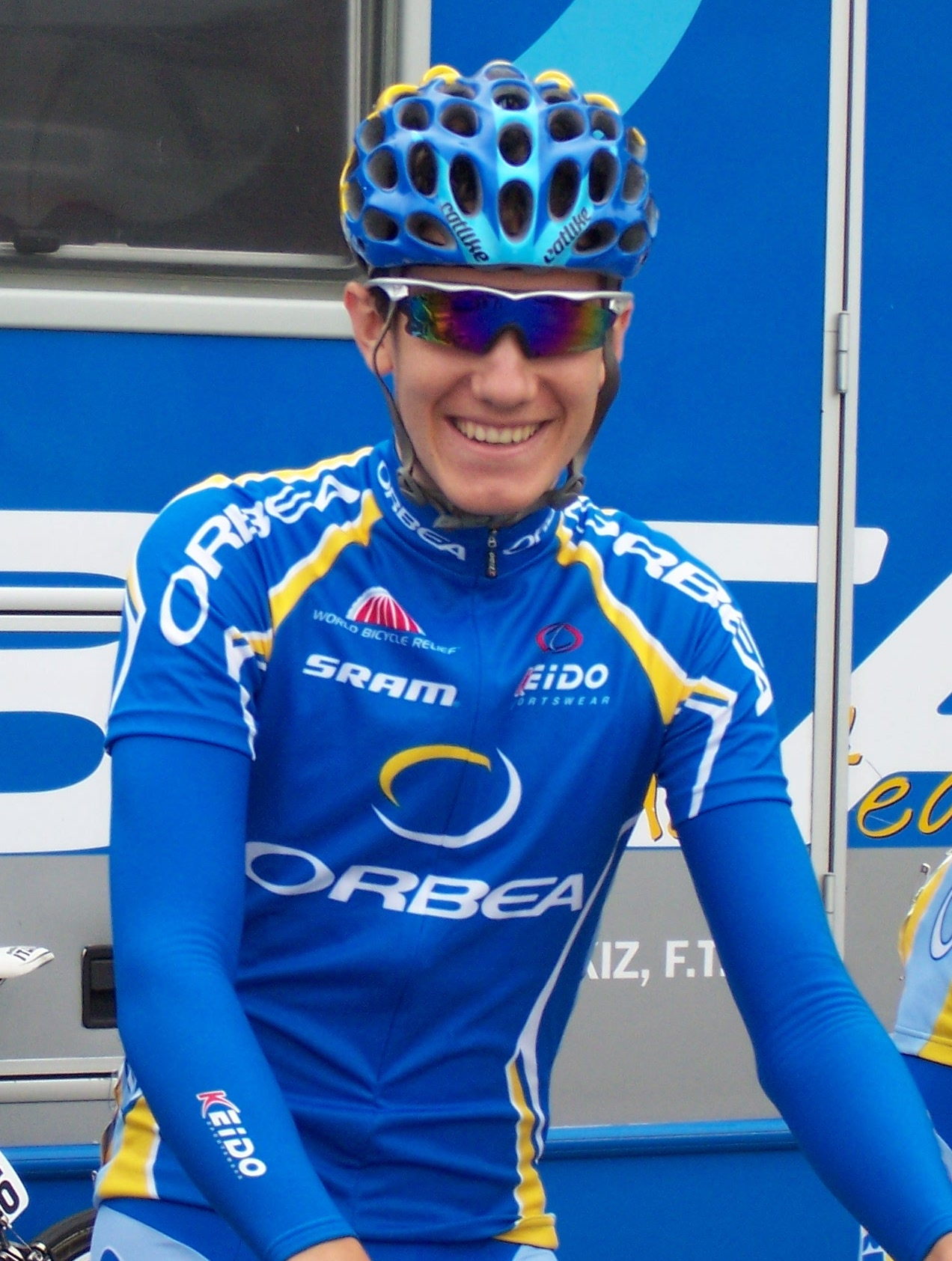
Romain Sicard

A Orbea teve de novo uma equipa de 14 corredores em 2009. A equipa seguiu apostando por ciclistas bascos e subiu a vários corredores desde as suas equipas convindas. Pela sua vez Mikel Nieve deu o salto com Euskaltel-Euskadi.
Sem dúvida alguma este foi o melhor ano da equipa com um total de 8 vitórias: 3 conseguidas por Jonathan Castroviejo e 5 pelo surpreendente contrato de Romain Sicard que se estreava nesse ano no profissionalismo que conseguiu as prestigiosas carreiras do Tour de l'Avenir (com uma etapa) e o Mundial de Estrada sub-23. Ademais, Orbea ganhou a classificação por equipas numa das provas mais prestigiosas do calendário .2, o Circuito Montanhês, obrigado, em parte, ao terceiro posto de Castroviejo no geral final e a que outros dois corredores Sicard e Miguel Mínguez entrassem no top-20.

#### O novo Euskadi de Madariaga
Com a reconversão num novo projecto do que tinha sido a sua equipa original e motivo de criação vinte anos antes, a Fundação Euskadi presidida por Miguel Madariaga se enfrentava a uma reordenação das suas atividades face a 2013. A instituição contava nesse momento com mal 1.700 sócios particulares, a metade dos que tinha tido no momento da sua criação.
Nesse contexto, a até então equipa Orbea de categoria Continental passou a ser a sua principal esquadra. Na sua origem a equipa aficionada de Madariaga, a formação tinha sido durante anos o filial de facto da Euskadi/Euskaltel-Euskadi para finalmente integrar-se plenamente na estrutura da Fundação Euskadi como equipa Continental (terceiro e último degrau do profissionalismo), actuando como ponte entre o campo amador e o salto à elite mundial dos seus jovens valores dado que oferecia a possibilidade de lhes fazer estrear como profissionais numa equipa criada para que se melhorassem e completassem sua formação como ciclistas.
A esquadra foi rebaptizada pela Fundação baixo o nome Euskadi, o mesmo que a sua equipa original, contando também com uma equipação praticamente idêntica: maillot tricolor (cinza com detalhes vermelhos e verdes, as cores da ikurriña e da Fundação) com seu logotipo de cones em posição destacada e culote negro. No seguinte número da sua revista aos sócios a Fundação levou dito anúncio em capa baixo o titular "Euskadi volta a ter equipa", recuperando assim o lema ("Euskadi já tem equipa") com o que se tinha promovido em seu momento a primeira equipa Euskadi.
Este novo Euskadi apresentava similares problemas económicos ao primigênio dada a ausência de um patrocinador principal depois da marcha de Euskaltel e Orbea. Madariaga teve no entanto palavras de agradecimento para a Orbea pelo apoio brindado de forma continuada à Fundação Euskadi desde a sua criação, destacando que era a empresa que melhor se tinha portado com eles e que inclusive depois de deixar de ser a sua patrocinadora para essa nova etapa lhes tinham ajudado lhes vendendo as suas bicicletas a um preço menor ao de mercado.
Quanto ao apoio económico das administrações públicas bascas, no painel utilizado na apresentação oficial do seu plantel para 2013 figuravam as deputação forais]] de Biscaia e Guipúscoa; depois do acordo com o ente foral guipuzcoano, ficou definida um modelo de dez corredores: seis que continuavam do Orbea e quatro neoprofessionales procedentes do campo amador, numa esquadra contaria com quatro guipuzcoanos, duas biscaínos, um alavês e um burgalês formado na equipa alavesa.

## Polémica com as equipas não convindas
No final de 2008, algumas equipas sub-23 bascas não convindos se queixaram de que a Fundação Euskadi só contratava a ciclistas da sua equipa sub-23 (Naturgas Energia) ou das equipas sub-23 convindos, vetando a ciclistas das equipas amadoras sub-23 bascas e navarros não convindos (entre os que se encontravam a Seguros Bilbao, a Cafés Baqué, a Azysa-Cetya-Viscarret ou a Azpiru-Ugarte). O director geral da Fundação Euskadi e do Euskaltel-Euskadi, Miguel Madariaga, negou posteriormente ditas acusações, afirmando que a Fundação Euskadi contratava aqueles corredores que destacavam em categoria sub-23, fossem de equipas convindas ou não, ainda que tinham prioridade aqueles que vinham de um convindo.
Em 2010, o director da equipa, Igor González de Galdeano, afirmou que já não existiam equipas convindas já que segundo as suas palavras: «Não temos equipas convindas. Isso nos deu problemas. E quero deixar claro que todo o ciclista basco, da equipa que seja, pode correr conosco». Limpando as passadas polémicas.
No entanto, as vozes críticas com respeito ao trabalho da Fundação não se apagaram e numa entrevista oferecida a Deia a várias responsáveis sociedades ciclistas bicainas, um deles, com respeito à pergunta de quem trabalha com a cantera, chegou a declarar que: «Vou dizer-te quem não: Euskaltel-Euskadi e a Fundação. Vivem da cantera, mas nunca se preocuparam por ela. E depois, quando não há profissionais bascos em primeira linha, falam de que não há cantera e que a base está má. A nós nos fica muito por fazer, coisas que mudar, corrigir, mas eles, simplesmente, não têm feito nada, nunca.».

## Material ciclista
A equipa utiliza bicicletas Orbea.

## Sede
A equipa tem a sua sede em Derio (Biscaia), no antigo seminário. Mesma sede que o Euskaltel-Euskadi.

## Classificações UCI
A partir de 2005 a UCI instaurou os Circuitos Continentais UCI, onde a equipa está como profissional desde que se criou dita categoria já que este se criou em dito ano, registado dentro do UCI Europe Tour. Estando nas classificações do UCI Europe Tour Ranking e UCI America Tour Ranking. As classificações da equipa e de sua ciclista mais destacado são as seguintes:

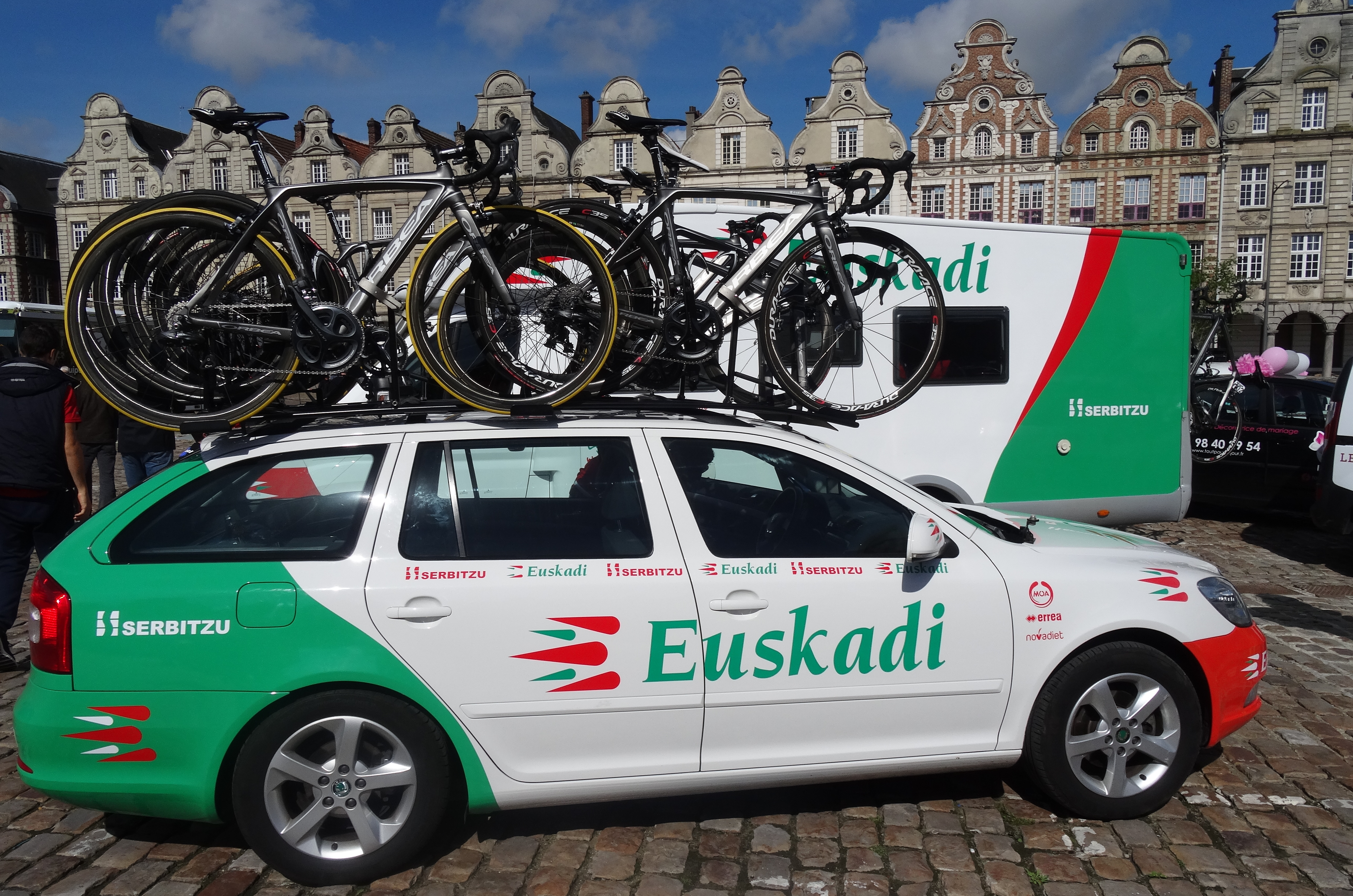
Veículo da equipa

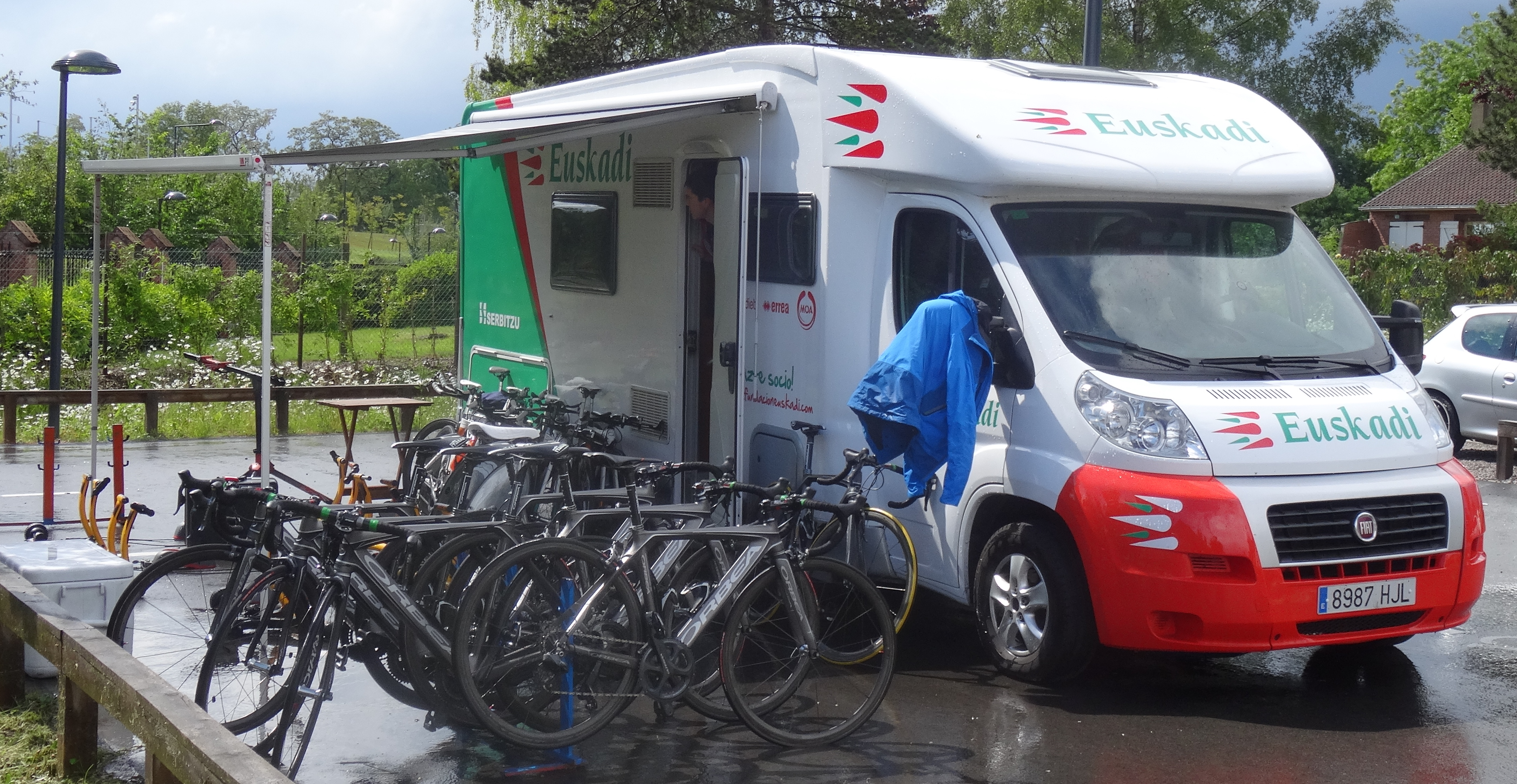
Material do conjunto Euskadi

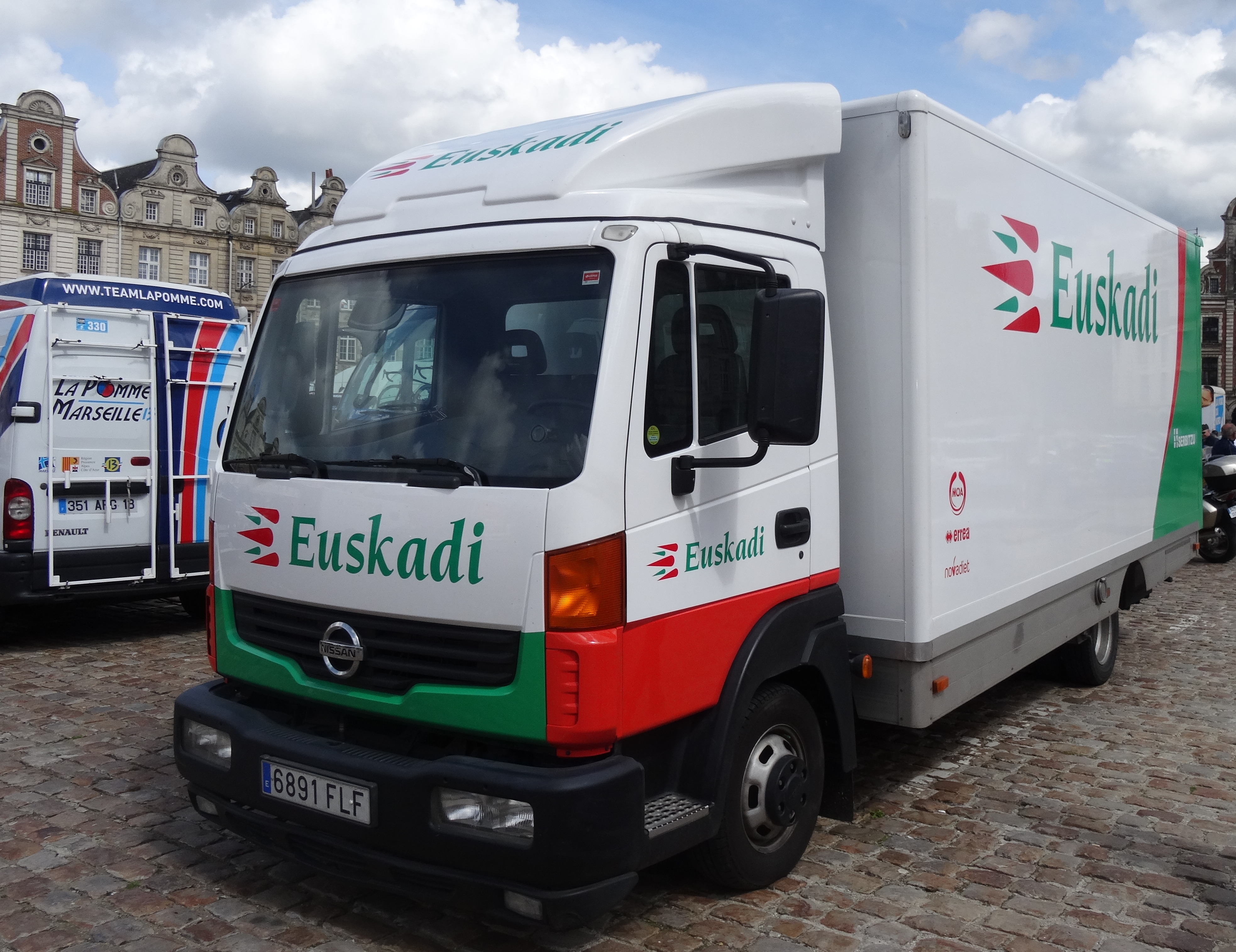
Camião da equipa

| Temporada                | Classificação por equipas | Melhor corredor na classificação individual | Posição |
| 2005 (Europe Tour)       | 73º                       | Jesús do Nero                               | 457º    |
| 2005-2006 (America Tour) | 21º                       | Brad Amstrong                               | 184º    |
| 2005-2006 (Europe Tour)  | 71º                       | Aarón Villegas                              | 437º    |
| 2006-2007 (Europe Tour)  | 92º                       | Xabat Otxotorena                            | 440º    |
| 2007-2008 (Europe Tour)  | 75º                       | Eladio Sánchez                              | 463º    |
| 2008-2009 (Europe Tour)  | 39º                       | Romain Sicard                               | 22º     |
| 2009-2010 (Europe Tour)  | 101º                      | Mikel Landa                                 | 750º    |
| 2010-2011 (Europe Tour)  | 58º                       | Ricardo García                              | 249º    |
| 2011-2012 (Europe Tour)  | 103º                      | Jon Aberasturi                              | 463º    |
| 2012-2013 (Ásia Tour)    | 33º                       | Unai Iparragirre                            | 51º     |
| 2012-2013 (Europe Tour)  | 52º                       | Carlos Barbero                              | 201º    |

## Palmarés
Para anos anteriores, veja-se Palmarés da Orbea

### Palmarés de 2014

#### Circuitos Continentais UCI
| Datas       | Circuito                     | Carreiras                         | Ganhador       |
| 30 de março | UCI Europe Tour de 2013-2014 | Volta ao Alentejo                 | Carlos Barbero |
| 29 de maio  | UCI Europe Tour de 2013-2014 | 1ª etapa do Tour de Gironde (CRE) | Euskadi        |
| 31 de julho | UCI Europe Tour de 2013-2014 | Circuito de Getxo                 | Carlos Barbero |

## Elenco
Para anos anteriores, veja-se Elencos da Orbea

### Elenco de 2014
| Nomeie             | Nascimento              | Nacionalidade | Equipa de 2013           |
| Jon Aberasturi     | 28 de março de 1989     | Espanha       | Euskaltel Euskadi        |
| Mikel Aristi       | 28 de maio de 1993      | Espanha       | Euskadi                  |
| Carlos Barbero     | 29 de abril de 1991     | Espanha       | Euskadi                  |
| Víctor Etxeberria  | 24 de março de 1993     | Espanha       | Euskadi (stagiaire)      |
| Mikel Iturria      | 16 de março de 1992     | Espanha       | Euskadi                  |
| Jon Larrinaga      | 20 de novembro de 1990  | Espanha       | Euskadi                  |
| Pablo Lechuga      | 16 de agosto de 1990    | Espanha       | Andaluzia (2012)         |
| Miguel Mínguez     | 30 de agosto de 1988    | Espanha       | Euskaltel Euskadi        |
| Haritz Orbe        | 18 de julho de 1991     | Espanha       | Euskadi                  |
| Beñat Txoperena    | 28 de novembro de 1991  | Espanha       | Neo (Gipuzkoa-Eki Sport) |
| Illart Zuazubiskar | 18 de fevereiro de 1990 | Espanha       | Euskadi                  |

Stagiares

Desde 31 de julho, os seguintes corredores passaram a fazer parte da equipa como stagiaires (aprendizes à prova).
| Corredor             | Nascimento             | Nacionalidade | Equipa de 2014 |
| -------------------- | ---------------------- | ------------- | -------------- |
| Jon Irisarri         | 9 de novembro de 1995  | Espanha       | Neo (EDP)      |
| Xabier San Sebastián | 13 de novembro de 1995 | Espanha       | Neo (EDP)      |